# 海特旺格湖
47°27′30″N 10°46′50″E / 47.45833°N 10.78056°E

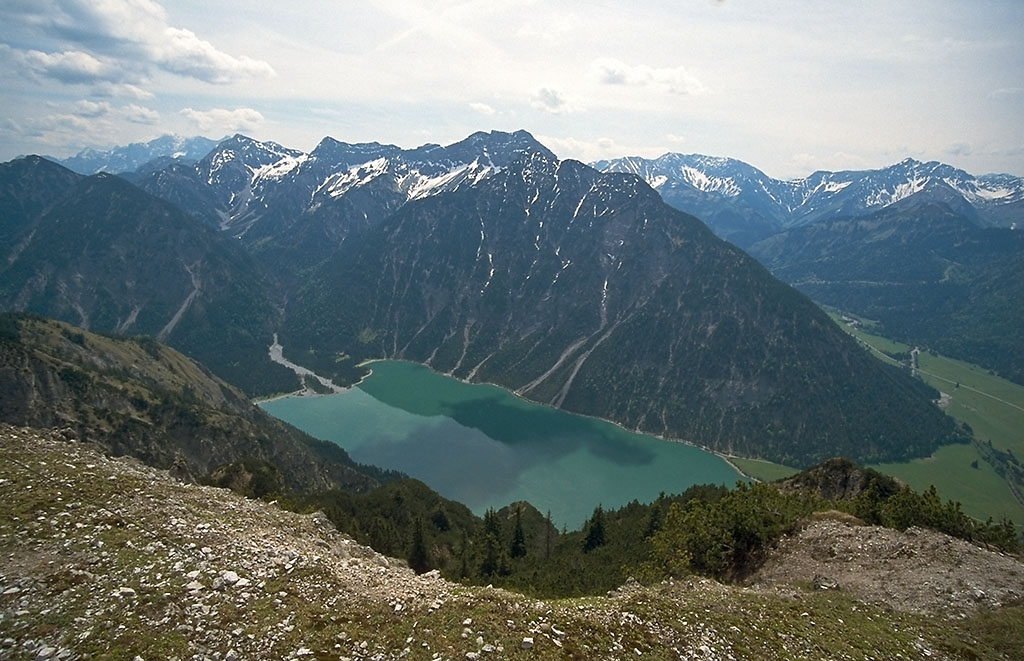

海特旺格湖（德语：Heiterwanger See）是奧地利的湖泊，由蒂罗尔州負責管轄，長2.3公里、寬0.8公里，面積1.37平方公里，海拔高度976米，最大水深61米，馬克西米利安一世經常在該湖釣魚。